# Rivière Metgermette Nord
Pour les articles homonymes, voir Metgermette.
La rivière Metgermette Nord est un affluent de la rive nord de la rivière Metgermette, coulant dans les municipalités de Saint-Zacharie (MRC Etchemins) et de Saint-Côme-Linière (MRC de Beauce-Sartigan), dans la région administrative de Chaudière-Appalaches, au Québec, au Canada.

## Géographie
Les principaux bassins versants voisins de la rivière Metgermette Nord sont :
- côté nord : rivière Vachon (Beauce-Sartigan) ;
- côté est : rivière Metgermette Centrale, Hurricane Brook (États-Unis) ;
- côté sud : rivière Metgermette, ruisseau Moore ;
- côté ouest : rivière Chaudière, rivière du Loup (Chaudière).

La rivière Metgermette Nord prend sa source d'un petit lac (longueur : 0,4 km, altitude : 515 m), à 0,6 km à l'ouest de la frontière du Maine (États-Unis) et du Québec (Canada). Ce petit lac est situé à 3,4 km au sud-est du hameau désigné Rivière-Metgermette-Nord.
À partir du barrage de retenu de ce petit lac de tête, la rivière Metgermette Nord coule sur 15,3 km répartis selon les segments suivants :
- 3,2 km vers l'ouest, en traversant un petit lac, jusqu'à la route du 2e rang ;
- 1,9 km vers le nord-ouest, jusqu'à la route du 3e rang qui traverse le hameau Rivière-Metgermette-Nord ;
- 0,3 km vers le nord-ouest, jusqu'à la confluence d'un ruisseau (venant du nord-est) ;
- 4,8 km vers le sud-ouest en longeant du côté nord la route du 3e rang, jusqu'à la limite du canton Metgermette-Nord (municipalité de Saint-Zacharie - MRC des Etchemins) et du canton de Linière (municipalité de Saint-Côme-Linière - MRC de Beauce-Sartigan) ;
- 2,0 km vers le sud, jusqu'à la route du 4e rang ;
- 3,1 km vers le sud, jusqu'à sa confluence.

La rivière Metgermette Nord se déverse dans le 4e rang de Saint-Côme-Linière, sur la rive nord de la rivière Metgermette à 6,1 km en amont de sa confluence. Cette dernière coule vers l'ouest et va se jeter à son tour sur la rive est de la rivière du Loup (Chaudière), un affluent de la rivière Chaudière ; cette dernière coule vers le nord pour se déverser sur la rive sud du fleuve Saint-Laurent.

## Toponymie
Le toponyme rivière Metgermette Nord a été officialisé le 5 décembre 1968 à la Commission de toponymie du Québec.